# Torna a 2007. évi nyári európai ifjúsági olimpiai fesztiválon
A 2007. évi nyári európai ifjúsági olimpiai fesztiválon a torna versenyszámait július 22. és 27. között rendezték Belgrádban. Hat női számban hirdettek győztest.

## Összesített éremtáblázat
| A 2007. évi nyári európai ifjúsági olimpiai fesztivál összesített éremtáblázata tornában | A 2007. évi nyári európai ifjúsági olimpiai fesztivál összesített éremtáblázata tornában | A 2007. évi nyári európai ifjúsági olimpiai fesztivál összesített éremtáblázata tornában | A 2007. évi nyári európai ifjúsági olimpiai fesztivál összesített éremtáblázata tornában | A 2007. évi nyári európai ifjúsági olimpiai fesztivál összesített éremtáblázata tornában | Olimpia  |
| ---------------------------------------------------------------------------------------- | ---------------------------------------------------------------------------------------- | ---------------------------------------------------------------------------------------- | ---------------------------------------------------------------------------------------- | ---------------------------------------------------------------------------------------- | -------- |
|                                                                                          | Ország                                                                                   | Arany                                                                                    | Ezüst                                                                                    | Bronz                                                                                    | Összesen |
| 1.                                                                                       | Ukrajna                                                                                  | 4                                                                                        | 1                                                                                        | 0                                                                                        | 5        |
| 2.                                                                                       | Románia                                                                                  | 1                                                                                        | 1                                                                                        | 3                                                                                        | 5        |
| 3.                                                                                       | Németország                                                                              | 1                                                                                        | 0                                                                                        | 1                                                                                        | 2        |
| 4.                                                                                       | Franciaország                                                                            | 0                                                                                        | 1                                                                                        | 1                                                                                        | 2        |
| 5.                                                                                       | Hollandia                                                                                | 0                                                                                        | 1                                                                                        | 0                                                                                        | 1        |
|                                                                                          | Olaszország                                                                              | 0                                                                                        | 1                                                                                        | 0                                                                                        | 1        |
|                                                                                          | Oroszország                                                                              | 0                                                                                        | 1                                                                                        | 0                                                                                        | 1        |
| 8.                                                                                       | Spanyolország                                                                            | 0                                                                                        | 0                                                                                        | 1                                                                                        | 1        |
|                                                                                          |                                                                                          |                                                                                          |                                                                                          |                                                                                          |          |
| Összesen                                                                                 | Összesen                                                                                 | 6                                                                                        | 6                                                                                        | 6                                                                                        | 18       |

## Női
| A 2007. évi nyári európai ifjúsági olimpiai fesztivál érmesei női tornában |                                      |                                             |                                             |
| Versenyszám                                                                | Arany                                | Ezüst                                       | Bronz                                       |
| Gerenda                                                                    | Ukrajna Valentyna Holenkova · 15.175 | Olaszország Elisabetta Preziosa · 14.825    | Románia Stefania Cerasela Patrascu · 14.700 |
| Felemás korlát                                                             | Ukrajna Valentyna Holenkova · 15.125 | Franciaország Youna Dufournet · 14.025      | Németország Joeline Möbius · 13.650         |
| Talaj                                                                      | Németország Joeline Möbius · 14.000  | Ukrajna Valentyna Holenkova · 13.875        | Spanyolország Ana Maria Izurieta · 13.750   |
| Ugrás                                                                      | Románia Stefania Patrascu · 14.037   | Oroszország Ekaterina Kurbatova · 13.912    | Franciaország Youna Dufournet · 13.737      |
| Egyéni összetett                                                           | Ukrajna Valentyna Holenkova · 57,050 | Románia Stefania Cerasela Patrascu · 56,500 | Románia Andreea Acatrinei · 55,050          |
| Csapat összetett                                                           | Ukrajna · 113.20                     | Hollandia · 110,95                          | Románia · 110,75                            |